# František Krátký
František Krátký (7. září 1851, Sadská – 20. května 1924, Kolín) byl český fotograf. Patří k nejvýznamnějším fotografům a vydavatelům stereofotografií v českých zemích epochy Rakousko-Uherska.

## Život a dílo
František Krátký se narodil roku 1851 v Sadské v rodině malíře a majitele tiskařského provozu, kde se v letech 1864–1867 vyučil tiskařem. V období 1872–1873 studoval na malířské akademii v Praze. Od roku 1880 provozoval v Kolíně fotografický ateliér. Věnoval se fotografii portrétní, krajinářské a fotografování pamětihodností. Cestoval po českém a moravském venkově, kde pořizoval stereoskopické fotografie. V devadesátých letech fotografoval rovněž na Balkáně, ve Francii, Itálii, Německu, Rusku a Švýcarsku.
Zemřel roku 1924 v Kolíně a byl pohřben na zdejším městském hřbitově.
Od roku 1894 pracovala v kolínském fotografickém ateliéru Františka Krátkého Bohumila Bloudilová, která se tam také vyučila. Od roku 1906, tedy od svých třiceti let, v Kolíně začala provozovat svůj vlastní ateliér.

## Galerie

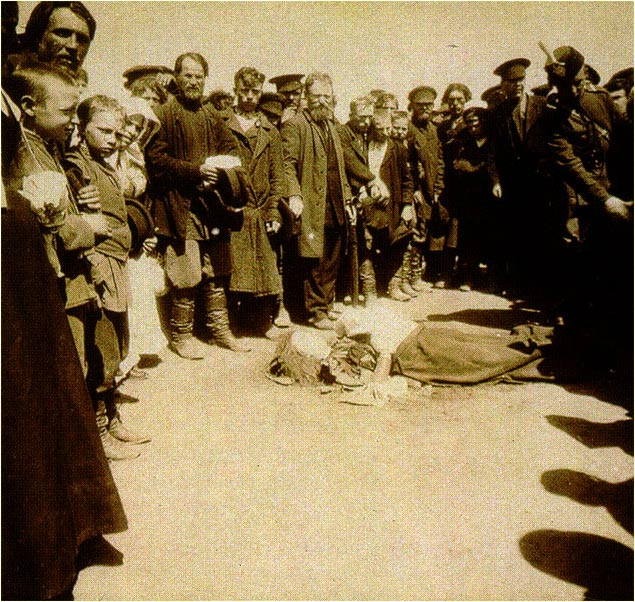
Oběti tragédie na Chodynském poli, 18. května 1896
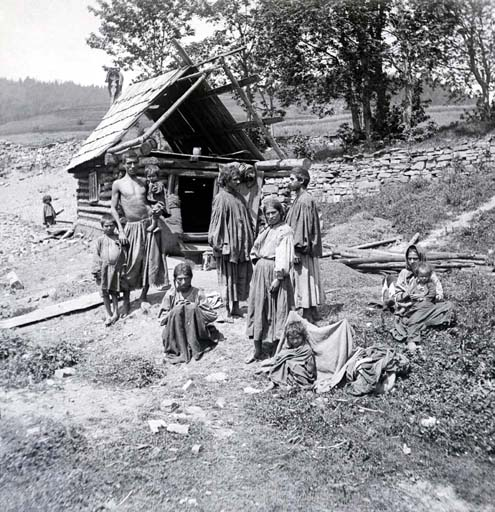
Romové, Halič, 1895, sbírka Scheufler
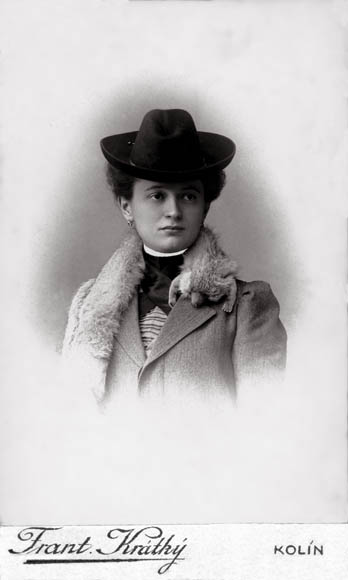
Fotografka Bohumila Bloudilová (1876–1946), 1900, sbírka Scheufler
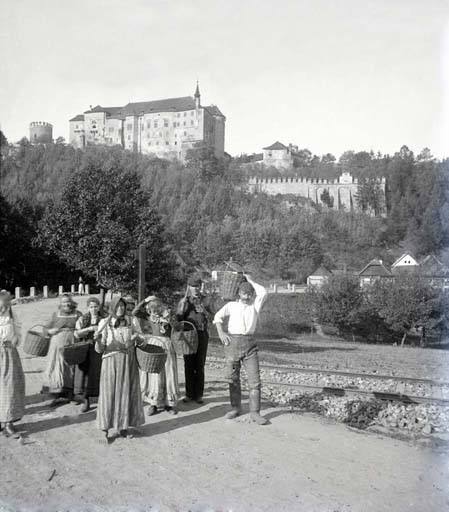
Hrad Český Šternberk, asi 1892, sbírka Scheufler
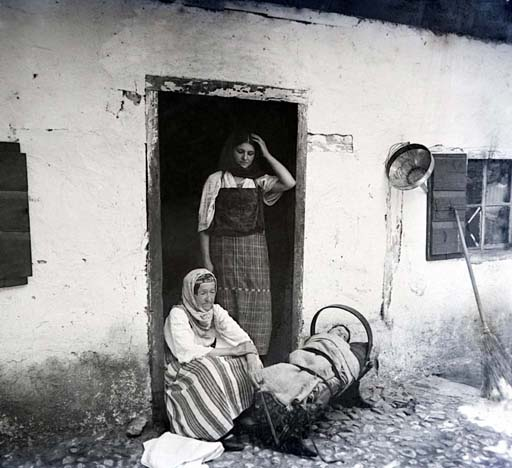
Albánská matka (Rjeka), 1897, sbírka Scheufler
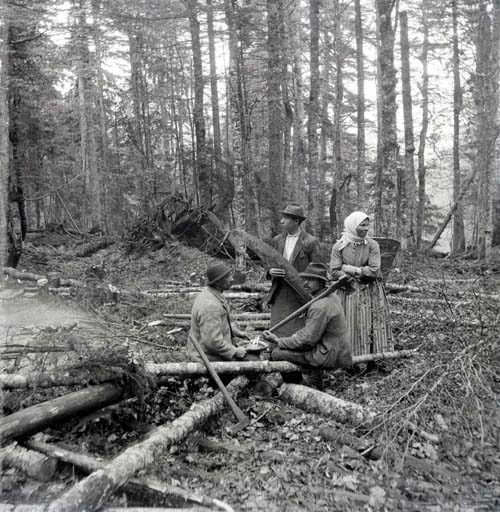
Dřevorubci, Šumava, 1890, sbírka Scheufler
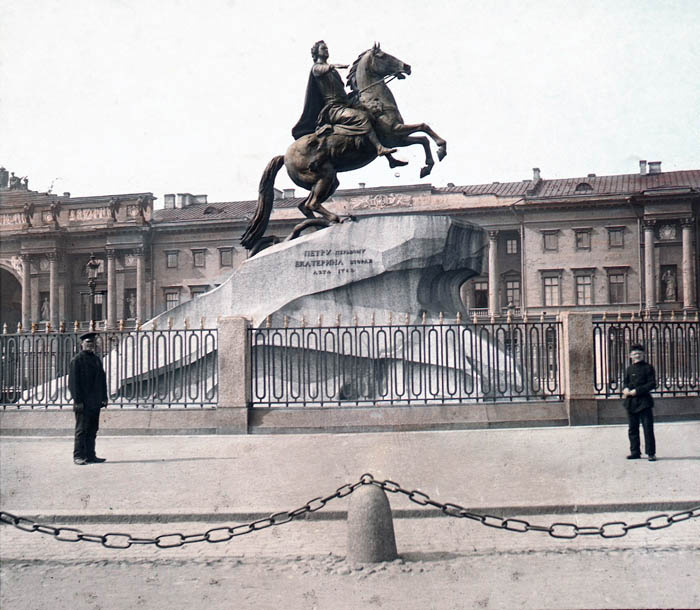
Pomník Petra Velikého, Petrohrad, 1896, sbírka Scheufler
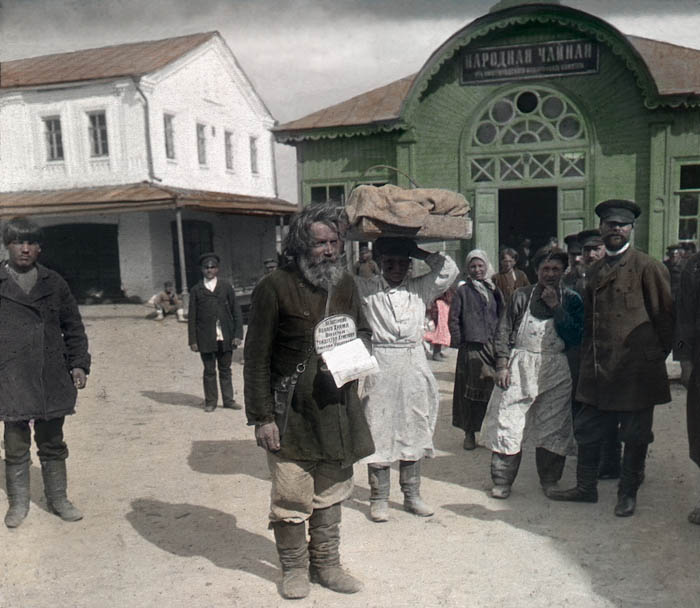
Výběrčí dobročinných příspěvků, Rusko, 1896, sbírka Scheufler
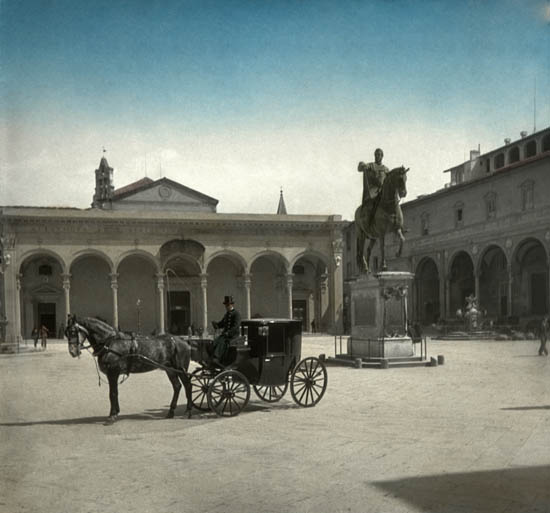
František Krátký: náměstí Santissima Annunziata, Florencie, 1897, sbírka Scheufler
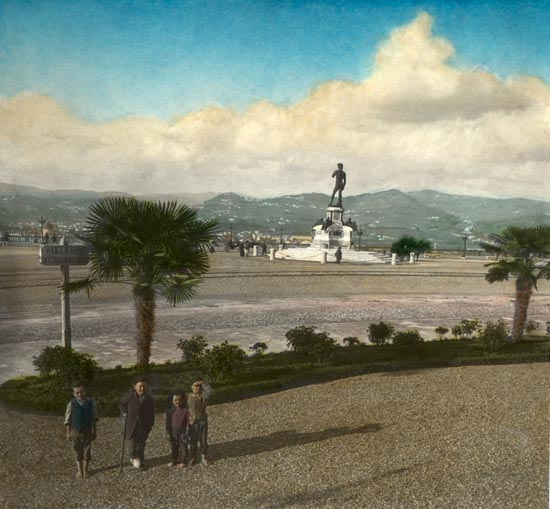
Piazza Michelangelo, Florencie, 1897, sbírka Scheufler